# Achselzucken

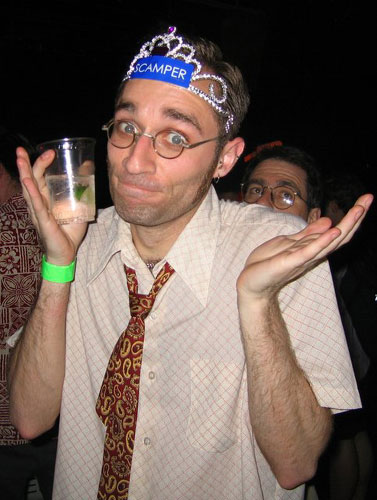

Das Achselzucken (Schulterzucken) ist eine Geste, bei der beide Schultern angehoben und nach unterschiedlich langer Verzögerung wieder abgesenkt werden. Manchmal wird diese Geste von der betreffenden Person auch mehrfach in kurzen Abständen wiederholt, um ihre Wirkung zu verstärken. Das Achselzucken gilt als Ausdruck von Ratlosigkeit, Gleichgültigkeit oder beidem und wird in der Regel auch von entsprechender Mimik begleitet.

## Herkunft
Es wird angenommen, dass das Achselzucken seinen Ursprung in der instinktiven Beurteilung des Gewichtsunterschieds zweier Gegenstände hat. Durch abwiegende Bewegungen mit beiden Händen und Armen (wodurch sich auch die Schultern heben und senken) versucht die betreffende Person, das Gewicht und damit die Eignung der beiden Gegenstände für einen bestimmten Zweck abzuschätzen. Implizit verdeutlicht die betreffende Person somit ihre Unsicherheit in dieser Frage.
Ein anderer Erklärungsversuch versteht das Achselzucken als symbolisches Abschütteln einer Last.

## Redewendungen
Der Begriff wird auch in Redewendungen gebraucht, z. B. „Darauf konnte er nur mit einem Achselzucken antworten“ (= Er hatte keine Ahnung) oder „Sie ging mit einem Achselzucken darüber hinweg“ (= Es war ihr egal).